# Laurent Binet
Laurent Binet (* 19. července 1972, Paříž) je francouzský spisovatel a překladatel.
Narodil se v Paříži v rodině historika. Vystudoval literaturu na Pařížské univerzitě. Vyučoval literaturu na pařížském předměstí a také na univerzitě. Delší dobu pobýval v Česku a na Slovensku. Do francouzštiny překládá básně Vítězslava Nezvala.
V roce 2010 obdržel prestižní Goncourtovu cenu za svou literární prvotinu, román HHhH, který pojednává o operaci Anthropoid a atentátu na zastupujícího říšského kancléře Reinharda Heydricha. Na motivy knihy vznikl roku 2017 britsko-francouzský film Smrtihlav. V roce 2015 získal další literární ocenění: Prix Interallié.

## Dílo
- Forces et faiblesses de nos muqueuses (2000)
- La vie professionnelle de Laurent B (2004)
- HHhH (2010, česky v roce 2010 vydalo nakladatelství Argo, překlad Michala Marková)
- Rien ne se passe comme prévu (2012)
- Sedmá funkce jazyka (La septième fonction du langage, 2015, česky v roce 2017 vydalo nakladatelství Argo, překlad Michala Marková)
- Civilizace (Civilizations, 2019, česky v roce 2021 vydalo nakladatelství Argo, překlad Michala Marková)